# Vordingborg (stad)
Vordingborg is een stadje in de Deense regio Seeland. Het is de hoofdplaats van de gelijknamige gemeente Vordingborg. De stad telt 11.747 inwoners (1 januari 2014). Met inbegrip van de satellietplaatsen Ørslev, Nyråd en Stensved zijn er 17.606 inwoners. De gemeente telt 45.295 inwoners.

## Verkeer en vervoer
Vordingborg beschikt over goede verbindingen, zowel op het gebied van openbaar vervoer als per auto. Station Vordingborg ligt aan de lijn Kopenhagen-Rødby. Men kan in Vordingborg rechtstreekse treinen naar de Deense hoofdstad Kopenhagen nemen. Vanaf het treinstation zijn er ook streekbusverbindingen naar onder andere Stege, Præstø, Næstved en Maribo. Ook beschikt Vordingborg over twee stadslijnen.
Ongeveer 3 km ten oosten van de plaats ligt de Sydmotorvejen (Zuiderautosnelweg), via welke men vlot naar Kopenhagen of de veerboot in Rødby richting Puttgarden kan reizen.

## Bezienswaardigheden
De bekendste bezienswaardigheid van Vordingborg is de ruïne van Vordingborg Slot, het kasteel Vordingborg. Deze koninklijke burcht werd rond 1175 gebouwd onder Waldemar I als verdedigingsburcht. De Ganzentoren (Gåsetårnet) is het enig nog intacte deel van de burcht. De Ganzentoren is het symbool van Vordingborg. Hij is sinds 24 december 1808 nationaal beschermd en daarmee het eerste beschermde historische monument van Denemarken. Op het terrein van de ruïne bevindt zich ook een historische tuin.
Vordingborg herbergt het streekmuseum Sydsjællands Museum (Museum van Zuid-Seeland).
De zendmast van Vordingborg is met zijn 320,3 m hoogte een van de hoogste torens van Denemarken.
Het Deense leger heeft aan de rand van de plaats een kazerne, de Vordingborg Kaserne. Het DANILOG-regiment, welk een logistieke functie heeft, is er gelegerd.

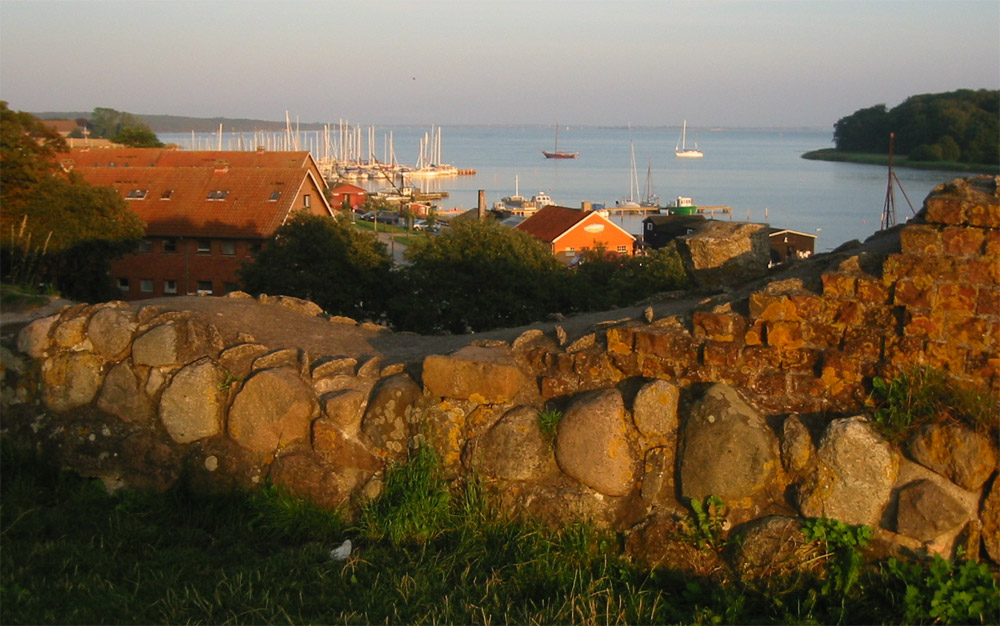
Zicht vanaf de burchtruïne op de haven
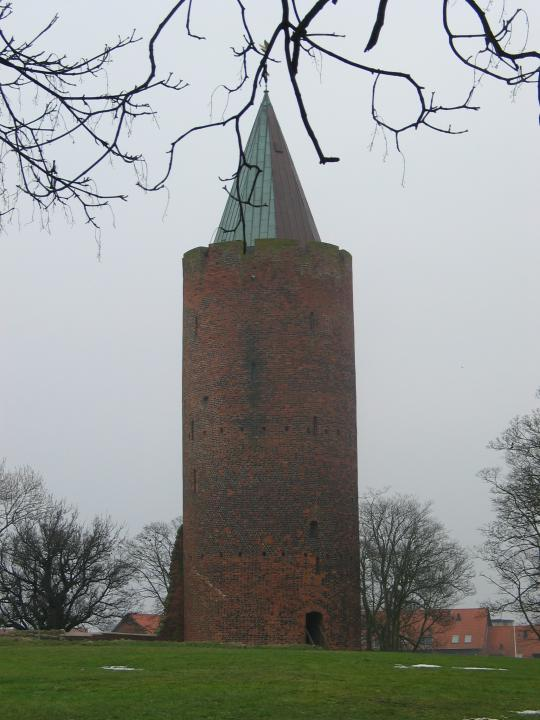
Gåsetårnet (Ganzentoren)
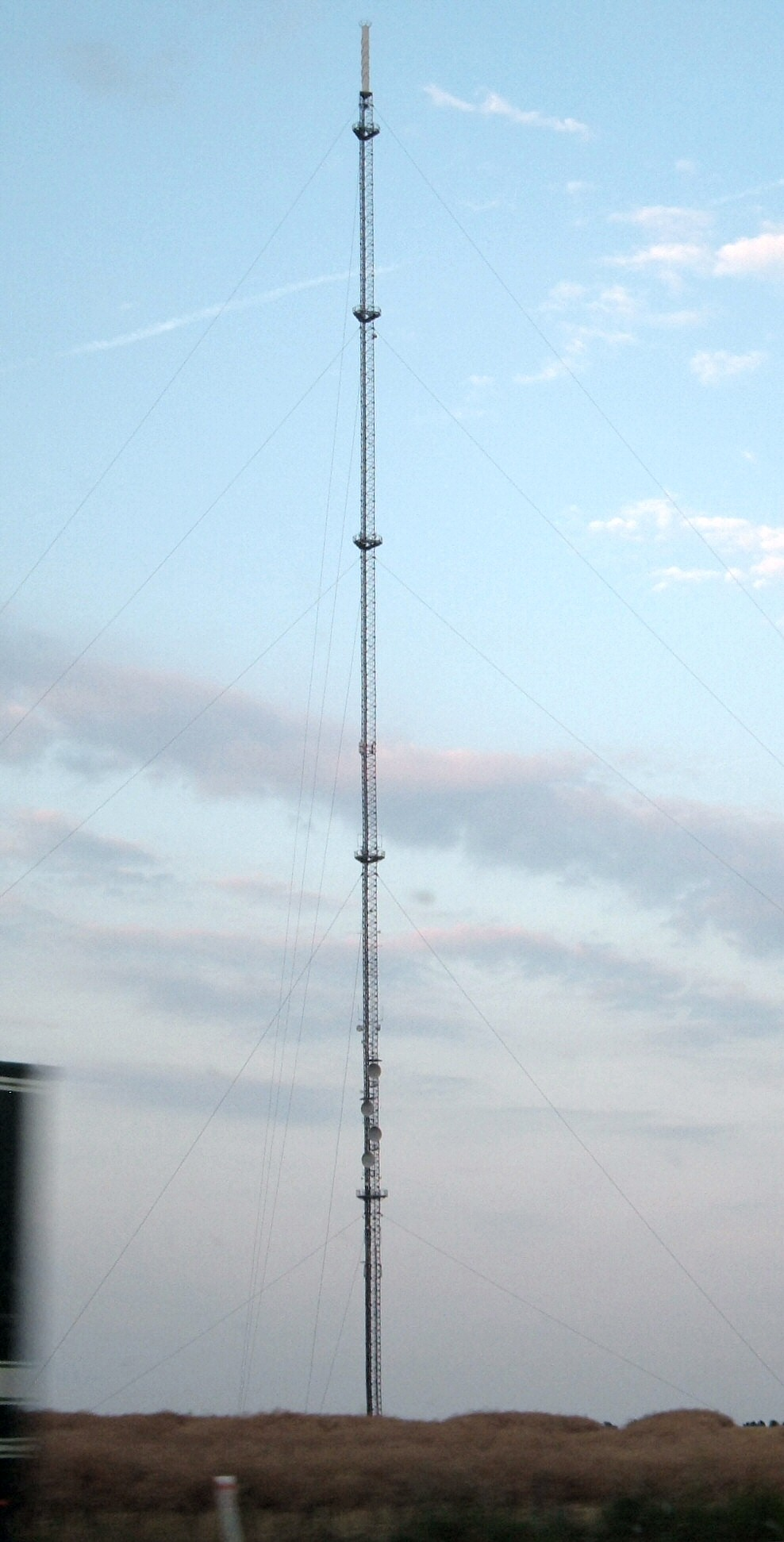
Zendmast van Vordingborg

## Festival
Jaarlijks in de maand juli vindt in Vordingborg het festival Vordingborg Festuge plaats. In 2014 vond dit gratis festival plaats van 7 tot en met 12 juli, met optredens van een keur van Deense artiesten.

## Geboren
- Margaretha I van Denemarken (1353-1412), koningin van Denemarken, Noorwegen en Zweden
- Morten Olsen (1949), voormalig voetballer en ex-coach van onder meer het Deense nationale voetbalelftal en Ajax

## Trivia
- Vordingborg is sinds 1994 partnerstad van de stad Słupsk in Polen.
- In Vordingborg is de hoofdvestiging van de regionale televisiezender TV Øst gevestigd. Ook vindt men er een van de bekendste restaurants van Denemarken, Babette.

- Gemeinsame Normdatei: 4425137-3
- MusicBrainz: 4be4f4c6-60c3-46d4-a8d8-c8cb3537ff73